# Symfonie
Een symfonie (Grieks: σύν sún = "samen, met", en φωνή phoné = "klank, geluid", letterlijk: "samenklank") is een drie- of vierdelige compositie die door een aantal instrumenten tegelijk wordt gespeeld. Als er één solo-instrument of een groep duidelijke solo-instrumenten is, heet het werk een concert, concertante symfonie of een concerto grosso. Echter, een symfonie kan wel solopartijen bevatten. Gewoonlijk heeft een symfonie een deel (meestal het eerste deel) dat is geschreven in de zogenaamde sonatevorm.

Een pagina van Beethovens negende symfonie

## Bezetting
Een klassiek symfonieorkest bestaat uit:
- strijkers: eerste violen, tweede violen, altviolen, celli, contrabassen;
- houtblazers: fluiten, hobo's, klarinetten, fagotten;
- koperblazers: hoorns, trompetten, trombones en tuba's;
- slagwerk, het eenvoudigst in de vorm van pauken, maar meestal aangevuld met allerlei andere slagwerkinstrumenten zoals grote en kleine trom en triangel;
- eventueel andere instrumenten, zoals harp of piano.

De bezetting van het orkest hangt af van de compositie die wordt uitgevoerd. De behandeling van de instrumenten in het orkest (de instrumentatie) is in de loop van de geschiedenis sterk veranderd en aangepast aan de heersende smaak of nieuwe mogelijkheden van de instrumenten. Vernieuwers waren onder meer Hector Berlioz en Richard Strauss.

## Classicisme
De klassieken kenden thema's en namen toe, maar dit doelde niet op programmatische muziek. Voorbeelden zijn Mozarts Jupiter-symfonie, zijn Praagse en Haffner (de opdrachtgever); Haydns Parijse en Londense symfonieën (aldaar gecomponeerd) of die met bijnamen (de Klok, de kip of de Filosoof). Haydn gaf de muziekstijl een nieuwe betekenis en wordt vaak genoemd als de "vader van de symfonie". Die eer deelt hij echter met Johann Stamitz, wiens symfonieën ook invloedrijk waren en mede door zijn Mannheimer Schule veel hebben gedaan om het genre te ontwikkelen en zijn huidige vorm te geven.
Ludwig van Beethoven luidt de overgang van de klassieke symfonische vorm naar de Romantiek in. Zijn zesde symfonie, Pastorale, wijkt af van de traditionele vierdelige vorm zoals beschreven (ze is vijfdelig) en introduceert het programma in de muziek dat later met het symfonisch gedicht een hoge vlucht zou nemen. Beethoven geeft de vijf delen van deze symfonie naast tempoaanduidingen ook programmatische titels.
In zijn negende symfonie introduceert Beethoven meerdere zangsolisten en een slotkoor voor zijn Ode an die Freude. Dit zorgt ervoor dat de symfonie met een machtige klank kan worden afgesloten, als een ware apotheose. Deze innovatie werd na deze symfonie in de 19e eeuw slechts enkele keren nagevolgd, door Felix Mendelssohn in zijn tweede symfonie, Lobgesang, door Gustav Mahler in zijn tweede symfonie, Auferstehung en door Jean Sibelius in diens Kullervo.

## Romantiek
Traditionele componisten hielden zich tot ver in de 20e eeuw vast aan het vierdelige schema, maar onder invloed van de Romantiek en de Laatromantiek kregen de symfonieën soms heel andere vormen: eendelig (bijvoorbeeld Sibelius' zevende), tweedelig (de Dante-symfonie van Liszt en de achtste van Mahler, de Sinfonie der Tausend) of juist meer dan vier delen (Mahler twee, drie, vijf). Anton Bruckner hield zich aan de traditionele vorm van vier delen, maar introduceerde in zijn doorwrochte contrapuntische meesterwerken vanaf de tweede symfonie (1872) het derde thema. Daarmee bracht hij de symfonie op een nog hoger plan. De doorvoering van drie geëxposeerde thema's werden ware compositorische kunststukken.
De duur van de symfonie werd door Bruckner tot anderhalf uur uitgesponnen (vijfde en achtste), bij Mahler soms tot 100 minuten (derde).
De grote Romantici produceerden doorgaans minder symfonieën dan hun voorgangers: Beethoven negen, Franz Schubert acht (en materiaal voor nog minstens vier), Robert Schumann vier, Johannes Brahms vier, Anton Bruckner elf (inclusief de studiesymfonie uit 1863 en de nulde uit 1869), Gustav Mahler tien (de laatste onvoltooid), Pjotr Iljitsj Tsjaikovski zeven (inclusief de Manfredsymfonie) en Antonín Dvořák negen.
De orkestbezetting nam toe. Was in de klassieke tijd het orkest dat de koning of het hof kon betalen bepalend voor de omvang, later werden orkesten verbonden aan een conservatorium, operahuis, gemeente en zelfs beroepsgroep (het Gewandhausorchester in Leipzig) of, in de 20e eeuw, verbonden aan een nationale radio-omroep. De 20e eeuw was het hoogtepunt van deze omvangtoename. Sommige symfonieën hadden 150 musici en nog koren en zangsolisten nodig.
Onder invloed van de Romantiek kregen de werken soms uitgebreide (literaire) programma's mee. Het baanbrekende werk in dit opzicht was de Symphonie fantastique van Hector Berlioz, die ook in andere opzichten vernieuwend was. Zo was de instrumentatie van de Symphonie fantastique revolutionair. Franz Liszt introduceerde het (eendelige) symfonisch gedicht dat een programma (een duidelijk literair thema) verklankt. Richard Strauss en vele anderen traden in zijn voetsporen. In de 19e eeuw beleefde de symfonie als genre zijn grootste bloei en ontwikkeling.

## 20e eeuw
Het begin van de 20e eeuw produceert veel symfonieën, maar in vooruitstrevende muzikale kringen wordt de symfonie in de ban gedaan. Zeer invloedrijke componisten zoals Arnold Schönberg en Alban Berg componeerden er geen in de bekende zin en na de Tweede Wereldoorlog leek het genre lange tijd taboe. Vooral in Duitse kring is het ‘niet modern meer’ en de avant-gardistische bewegingen starten een hetze tegen alles wat naar symfonie riekt. Dit moet worden genuanceerd, omdat in de 20e eeuw waarschijnlijk nog meer symfonieën zijn gecomponeerd dan in de 19de eeuw, maar het minder aanwezig zijn van echte erkende meesterwerken doet vermoeden dat de symfonie als kunstvorm niet meer voldeed. De huidige concertpraktijk is daar mede schuldig aan door haar concentratie op het uitvoeren van muziekwerken tot ongeveer 1910. De symfonie ontwikkelde zich vooral in Scandinavië verder door Jean Sibelius (7 voltooid), Carl Nielsen (6), Hugo Alfvén (5), Rued Langgaard (16), Allan Pettersson (15 voltooid) en Vagn Holmboe (13), terwijl in de Sovjet-Unie Sergej Prokofjev (7), Nikolaj Mjaskovski (27), Dmitri Sjostakovitsj (15) en Mieczysław Weinberg (21) zeer productief waren.  
Sinds de tweede helft van de twintigste eeuw beleefde de symfonie in de concertzalen een nieuwe bloei en werden de grootschalige symfonieën van bijvoorbeeld Sjostakovitsj, die aanknopen bij Mahler en Tsjaikovski, zeer populair. Van een werkelijke vernieuwing van het genre symfonie is daarbij geen sprake.

## Zijwegen

### Concertante symfonie
Een concertante symfonie is een symfonie waarbij een of enkele solisten een prominente solistische rol in de compositie spelen en dus als het ware concerteren. Het Concert voor orkest is ook een veelgebruikte vorm (Béla Bartók, Zoltán Kodály, Witold Lutosławski, Michael Tippett). Brahms’ eerste en tweede pianoconcert worden weleens aangeduid als 'symfonieën voor piano en orkest' vanwege de sterk symfonische vorm. Benjamin Brittens compositie voor cello en orkest heet Cello Symphony (opus 68), die van Sergej Prokofjev voor dezelfde bezetting heet Symfonie-Concert (op. 125). In deze categorie vallen ook de Symphonie sur un chant montagnard français (Symphonie cévenole) van Vincent d'Indy en de Symfonie nr. 4 (Symphonie Concertante), van Karol Szymanowski, beide voor orkest met pianosolo. De Orgelsymfonie van Camille Saint-Saëns gebruikt het concertorgel als solo-instrument, evenals de Symfonie nr. 4 (Pages symphonique) van Charles Tournemire en de Symphonie Concertante van Joseph Jongen.
Neoklassieke componisten gebruikten deze term zoals Mozart ze in zijn Sinfonia Concertante had bedoeld, in feite een voortzetting van het concerto grosso uit de barokmuziek. Een voorbeeld is Bohuslav Martinůs Sinfonia Concertante (H322, 1949) voor hobo, fagot, viool, cello en kamerorkest.

### Kamersymfonie
Een kamersymfonie is een symfonie voor kamerorkest. De strijkersbezetting is gereduceerd en de andere instrumenten zijn beperkt tot één of twee óf ontbreken geheel. Vele symfonieën uit de klassieke tijd zouden dan ook kamersymfonieën kunnen worden genoemd, maar dat wordt met dit genre niet bedoeld. De kamersymfonie is een 20e-eeuws verschijnsel waarbij uitgebreide virtuositeit in een zeer vrije interpretatie van het symfonische kader voorop staat. Voorbeelden zijn Schoenbergs beide Kammersinfonien (opus 9 – die in 1922 voor groot orkest werd bewerkt – en opus 38) en Franz Schrekers Kammersinfonie voor 23 instrumenten uit 1916. Enkele bewerkingen van strijkkwartetten van Dmitri Sjostakovitsj (door bijvoorbeeld de Russische dirigent Rudolf Barschai) worden kamersymfonie genoemd: de Kamersymfonie voor strijkers en blazers opus 73a (oorspronkelijk het derde strijkkwartet), de Kamersymfonieën opus 83a (vierde strijkkwartet), opus 110a (achtste strijkkwartet) en opus 118a (tiende strijkkwartet).

### Symfonie voor strijkers
Vooral in het Angelsaksische taalgebied is de symfonie voor strijkers populair en kent een uitgebreide traditie. Het woord symfonie wordt hier gebruikt vanuit de betekenis 'samenklinkend'. Een voorbeeld is Brittens Simple Symphony, opus 4. Ook Amerikaanse componisten (William Schuman met zijn vijfde symfonie) componeerden ze.

### Sinfonietta
De sinfonietta is bedoeld als verkleinvorm van de symfonie. Het begrip wordt vanaf het einde van de 19de eeuw als titel voor composities gebruikt waarbij afgeweken wordt van de vierdelige vorm of de orkestgrootte. Soms wil de term aangeven dat het werk gemakkelijker te spelen zou zijn dan een symfonie.
De eerste composities die opduiken met deze benaming, zijn Joachim Raffs Sinfonietta opus 188 für zehn Blasinstrumente (1873), Louis Th. Gouvy's Sinfonietta D-Dur opus 80 (1886) en Nikolaj Rimski-Korsakovs Sinfonietta über russische Themen a-moll opus 31 (1880). Een groot deel van de sinfonietta's stamt uit het begin van de 20e eeuw waarbij die van Leoš Janáček uit 1926 als een van de bekendste geldt. Een uitzondering op de definitie is de Sinfonietta opus 5 (1912) van Erich Korngold, die veertig minuten duurt, die eigenlijk een symfonie is en getoonzet is voor een zeer groot orkestapparaat. Andere voorbeelden zijn Otakar Ostrčils Sinfonietta op.20 die zwaarder georkestreerd is dan zijn symfonie (op.7) en Max Regers Sinfonietta A-Dur opus 90 (1905) wier blijmoedige karakter en stilistische overeenkomst met de orkestserenade opvalt. Ze duurt bijna vijftig minuten. In het Angelsaksische gebied is de sinfonietta (eventueel alleen voor strijkers) zeer populair. William Alwyn, Malcolm Arnold (drie stuks), Lennox Berkeley, Benjamin Britten en Ernest John Moeran componeerden ze. Een korte symfonie is niet automatisch een sinfonietta, zoals bijvoorbeeld blijkt uit Hanns Eislers Kleine Sinfonie (1932) of Aaron Coplands Short Symphony (Nummer twee, 1933).
- Zie ook Sinfonietta opus 10 (Mjaskovski)

## Trivia
- Volgens het Guinness Book of World Records, is Victory at Sea, gecomponeerd door Richard Rodgers en georkestreerd en gearrangeerd door Richard Rodney Bennett, de langste symfonie: dertien uur.
- De langste symfonie die op cd is opgenomen, is de eerste symfonie, The Gothic (1919-1927), van Havergal Brian (112 minuten). Deze symfonie vraagt in de partituur om minstens 80 strijkers, 32 houtblazers, 24 koperblazers, 2 paukenisten, 17 slagwerkspelers, 2 harpisten, 1 celestaspeler en een organist. Achter de schermen moesten dan nog 2 kopersecties (van 8 man elk) spelen.
- Over het bereiken en overschrijden van het componeren van negen symfonieën bestaat een aardige mythe: het 9e Symfonie-syndroom.
- Sommige orkesten noemen zich sinfonietta (bijvoorbeeld de Amsterdam Sinfonietta of de London Sinfonietta). Ze specialiseren zich nogal eens op hedendaagse toonkunst.
- Na Haydn zijn er maar weinig componisten die grote aantallen symfonieën hebben geschreven. Havergal Brian componeerde er 32, Nikolaj Mjaskovski 27, Wolfgang Amadeus Mozart kwam tot 41 (maar sommige daarvan werden ten onrechte aan Mozart toegeschreven). De kroon spant echter Leif Segerstam, die tot nu toe 208 symfonieën op zijn naam heeft staan (stand van zomer 2008). Veel van zijn symfonieën hebben een losse vorm die in weinig doet denken aan de klassieke symfoniestructuur.
- Musicologen zijn altijd gefascineerd geweest door onvoltooide symfonieën en hebben op allerlei manieren geprobeerd nagelaten schetsen aan te vullen tot een échte symfonie, zoals bij de onvoltooide ‘zevende’ symfonie (Tsjaikovski), Symfonie nr. 9 (Bruckner), waar van de onvoltooide finale 90% in schets voorhanden was, Symfonie nr. 10 (Mahler), vrijwel geheel in schetsvorm overgeleverd. Meer fantasie had men nodig bij de incomplete schetsen van Symfonie nr. 3 (Elgar), de ‘Tiende’ van Beethoven en vooral Symfonie nr. 8 (Schubert).